# Зигазинский завод
Зигази́нский чугуноплави́льный заво́д — металлургический завод на Южном Урале, основанный Н. Д. Шамовым в 1888 году и действовавший с перерывами до 1934 года. Входил в состав одноимённого горного округа. Производил чугун, отправлявшийся речным транспортом для продажи в Нижний Новгород и Рыбинск.
Завод простаивал в годы Гражданской войны, возобновив деятельность в качестве второго доменного цеха Белорецкого металлургического завода в 1926 году со строительством Белорецкой узкоколейной железной дороги. В 1934 году доменное производство было прекращено, с этого времени до 1950-х годов предприятие производило только древесный уголь для обеспечения Белорецкого завода.
Заводское поселение дало начало селу Зигаза.

## История

### XIX век
Завод был основан Н. Д. Шамовым в партнёрстве с Н. С. Кальсиным и М. А. Созоновым на арендованной у башкир Катайской волости Верхнеуральского уезда земле в 80 верстах к западу от Белорецка. Название заводу дала местная речка Зигаза. На этой малонаселённой и удалённой от путей сообщения территории были известны выходы богатой железной руды на поверхность, что способствовало возникновению завода.

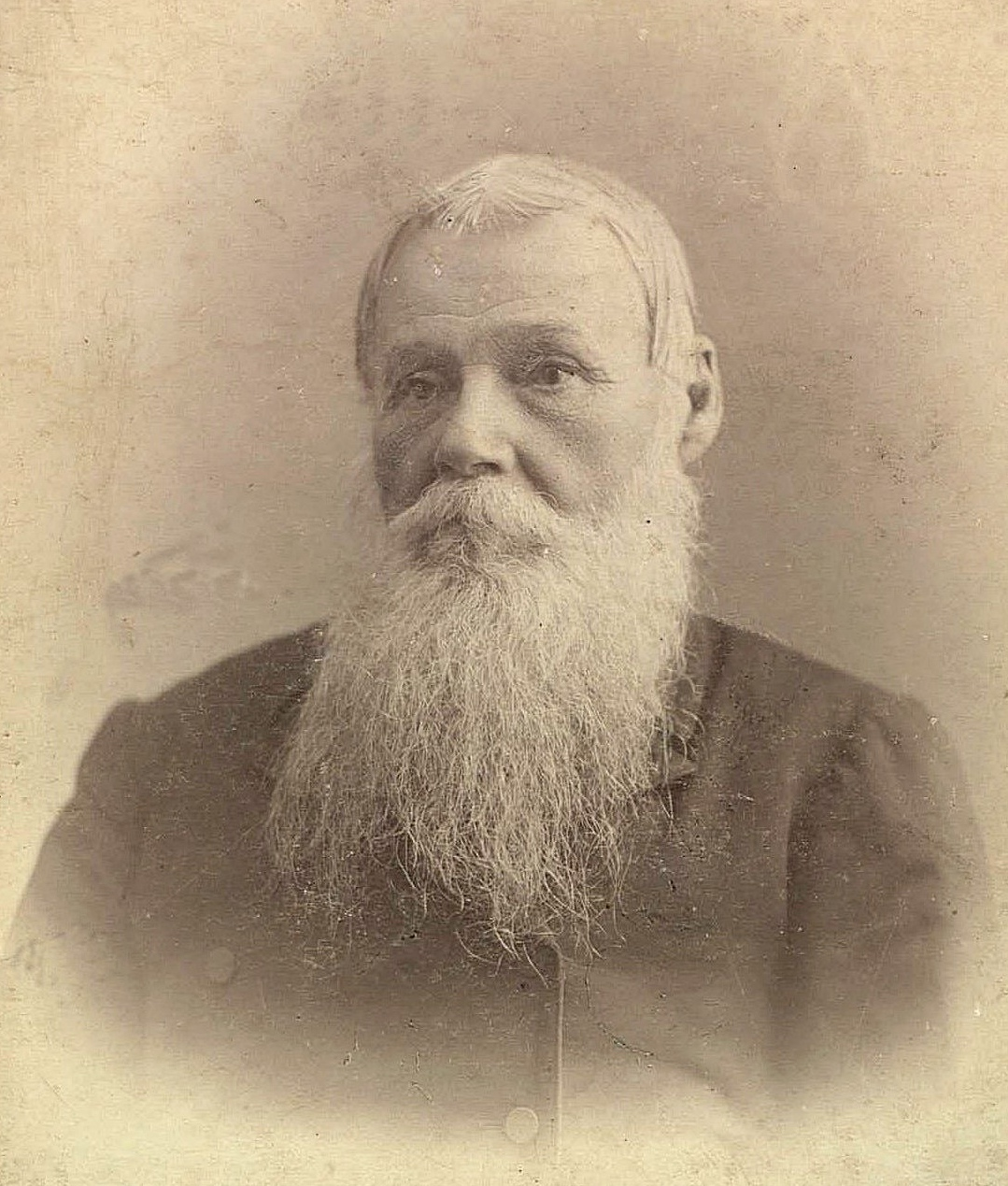
Н. Д. Шамов

Строительство велось в 1888—1890 годах с учётом природного рельефа местности. Доменную печь смонтировали у подножья уступа, находившегося в 256 м от русла Зигазы. При этом колошник домны находился на уровне уступа, использовавшегося в качестве угольного и рудного двора. В отличие от стандартной планировки горных заводов Урала, Зигазинский завод не имел плотины и пруда, став первым подобным заводом на Южном Урале. Основная часть энергии для заводских нужд вырабатывалась паровыми машинами.
Завод был запущен в эксплуатацию в июле 1890 года с одной доменной печью шведской системы высотой 16,15 м, диаметром распара 3,58 м, колошника — 1,83 м. Расчётная производительность печи составляла 2 тыс. пудов чугуна в сутки. Домна обслуживалась 5 паровыми котлами и воздухонагревателем системы Веддинга. В качестве руды использовался богатый бурый железняк, добывавшийся открытым способом на месторождениях Зигазино-Комаровской группы, расположенных вдоль реки Тукан. Сырую руду измельчали в дробилке Блека, после чего обжигали в двух шахтных печах. Древесный уголь изготавливали из собственного леса в 64 углевыжигательных печах Шварца, расположенных вдоль Зигазы и Зилима. Годовое производство угля достигало 680 тыс. пудов. Кварц и белую глину для производства огнеупоров добывали в карьерах вблизи завода.
Заводская дача, ранее принадлежавшая Пашковым, насчитывала 15 тыс. десятин, в том числе 10,5 тыс. десятин леса. В дальнейшем для пополнения лесных ресурсов владельцы завода дополнительно арендовали у местных башкир 20,9 тыс. десятин леса. До конца 1890 года завод выплавил 282 тыс. пудов чугуна. В 1891 году производительность составила 465 тыс. пудов, в 1892 году — свыше 500 тыс. пудов. В первые годы существования завода на работах были заняты 75 человек, в том числе 60 в доменном цехе, на вспомогательных работах — около 700 человек.
Основной схемой транспортировки готовой продукции до 1893 года была перевозка чугуна гужевым транспортом за 80 вёрст к Табынской пристани на Белой. Далее чугун перегружали на баржи и отправлялся для продажи в Нижний Новгород и Рыбинск. Зигазинский завод был одним из наиболее удалённых от путей сообщения на Урале, уступая по этому показателю лишь Инзерскому заводу, удалённому на 90 вёрст. В 1893 году русло Зилима углубили и спрямили, что позволило перенести пристань на расстояние 28 вёрст от завода.
В 1895 году на заводе запустили в эксплуатацию вторую доменная печь. Эта домна с расчётной суточной производительностью в 1000 пудов чугуна имела высоту 15,24 м, диаметр распара 1,83 м, колошника 1,52 м. С запуском второй печи мощность завода составила 900 тыс. пудов чугуна в год, но реальные максимальные объёмы производства достигли только 711 тыс. пудов в 1898 году. В конце XIX века энергетическое хозяйство завода было представлено 3 паровыми машинами общей мощностью в 87 л. с. и 2 водяными колёсами мощностью в 6 л. с. В этот период штат рабочих завода состоял из 120 человек, занятых на основных работах, и 700 человек — на вспомогательных.
В 1891—1898 годах управляющим Зигазинского завода служил А. Э. Гассельблат, ранее работавший техником и ставший одним из организаторов проволочно-прокатного производства на Белорецком заводе.

### XX век
Экономический кризис 1900—1903 годов привёл к общему упадку производства. Объёмы выплавки чугуна снижались, в 1907 году завод произвёл лишь 140 тыс. пудов. В 1908 году наследники Н. Д. Шамова продали завод М. В. Асееву. Из-за отсутствия спроса на чугун вторую домну остановили и демонтировали.
К 1909 году финансовое положение завода улучшилось, что позволило достичь объёма выплавки в 495 тыс. пудов чугуна, в 1911 году — уже 560 тыс. пудов. В начале XX века заводовладельцы не прибегали к техническим модернизациям заводского оборудования, ограничиваясь проведением ремонтов.
В начале Первой мировой войны завод поддерживал производство чугуна на относительно высоком уровне, в 1915 году было выплавлено 678 тыс. пудов. Но уже с 1916 года завод начал испытывать дефицит руды и топлива, что привело к резкому сокращению объёмов производства.
В первой половине 1918 года завод был национализирован. В годы Гражданской войны завод простаивал, а после неё из-за сложностей восстановления устаревшего оборудования находился на консервации. В 1926 году в 13 км от завода была проложена узкоколейная железная дорога, что способствовало восстановлению завода. В том же году завод запустили в эксплуатацию в качестве второго доменного цеха Белорецкого металлургического завода. В 1926/1927 отчётном году Зигазинский завод произвёл 7838 т чугуна, в 1927/1928 году — 1325 т. Работа заводского оборудования была нестабильной из-за общей изношенности, что приводило к частым остановкам завода. Так, завод бездействовал в 1928/1929 году, частично работая в 1930 и 1931 годах. В этот период завод был в достаточной степени обеспечен рудой, но испытывал дефицит топлива из-за истощения лесных ресурсов.
По состоянию на 1931 год на заводе существовала одна домна старой конструкции в клёпанном железном корпусе с обручами, снабжённая 6 фурмами, засыпным аппаратом системы Толландера и наружным водяным охлаждением. Печь имела полезную высоту 15,74 м, диаметр горна 2,4 м, полезный объём 140 м³. Годовая производительность печи составляла 13—15 тыс. т чугуна. Подача горячего дутья температурой 260—300 °С осуществлялась одной поршневой воздуходувкой производительностью 200 м³ в минуту. Шихтовые материалы вручную загружались в вагонетки, которые конной тягой подавались по наклонному мосту на колошник. Штыковой чугун вручную грузили в вагонетки и отправляли для передела на Белорецкий завод. Остывший шлак так же вручную собирали и вывозили на отвалы гужом. Помимо доменного оборудования в составе завода в этот период работали 66 углевыжигательных печей Шварца.
В 1932 году доменную печь капитально отремонтировали. 4 декабря того же года вышло решение СНК СССР о временной замене большой реконструкции Белорецкого завода его малой реконструкцией, которое предусматривало модернизацию зигазинской домны с увеличением её производительности до 25 тыс. т в год. Решение предполагало перевод домны на выплавку литейного чугуна с дальнейшим переходом на выплавку ковкого чугуна для автотракторных предприятий. В качестве сырья планировалось использовать туканскую руду, характеризовавшуюся низким содержанием марганца. Воплощению этих планов помешала крупная авария 1933 года, после которой печь практически была отстроена заново. Но морально и технически устаревшее оборудование завода не позволило наладить рентабельное производство, в результате в декабре 1934 года домну остановили окончательно, позднее демонтировав.
За весь период своей деятельности Зигазинский завод выплавил 150 тыс. т чугуна. Углевыжигательные печи, входившие в состав завода, вплоть до 1950-х годов производили древесный уголь для Белорецкого металлургического завода.
Заводское поселение дало начало селу Зигаза.